# Orfismo

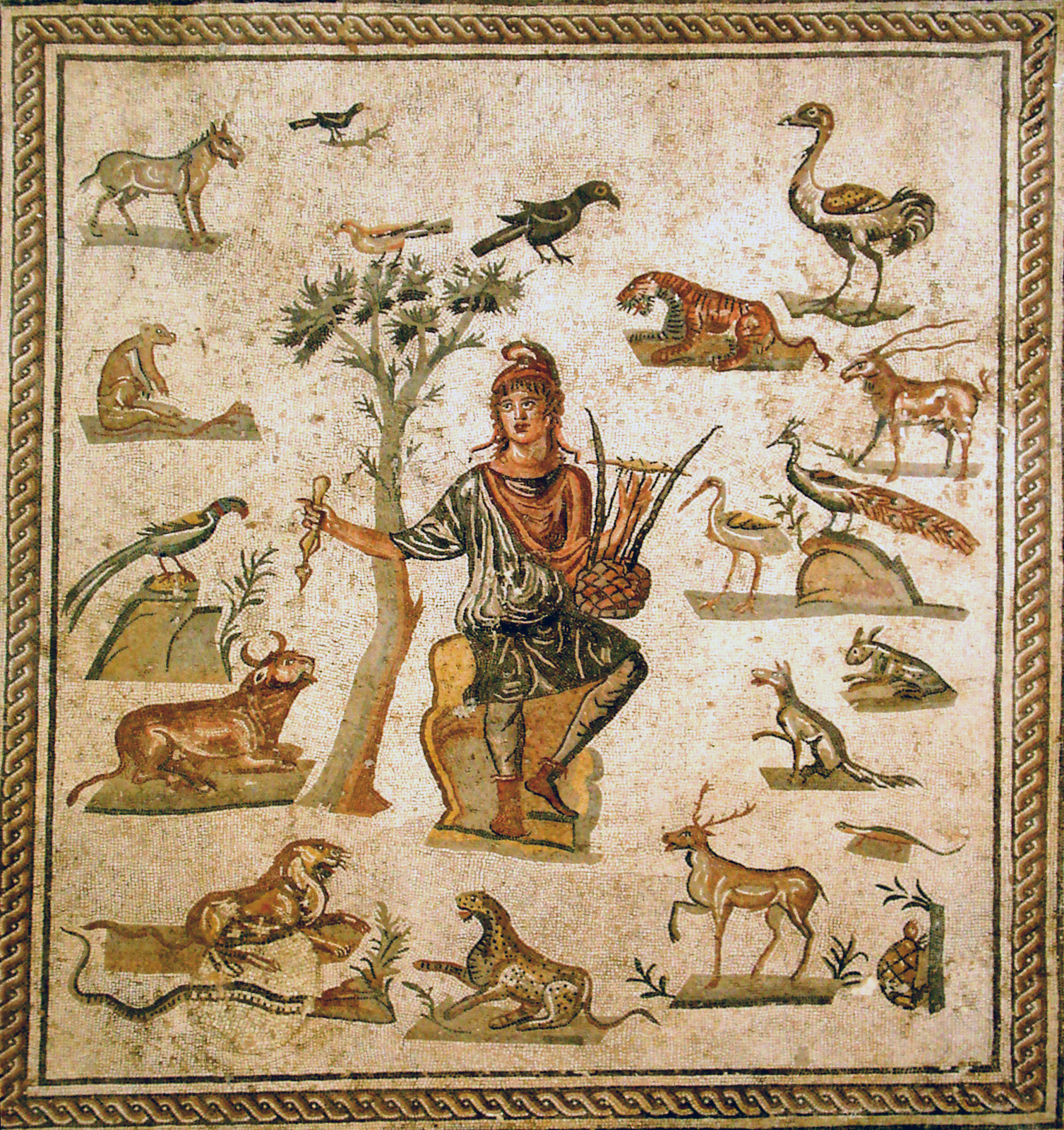
Orfeo e gli animali; mosaico romano d'età imperiale (Palermo, Museo archeologico), in cui il musico suona la lira rendendo mansuete le bestie selvatiche.

L'orfismo è un movimento religioso misterico, sorto in Grecia, presumibilmente verso il VI secolo a.C., intorno alla figura di Orfeo, considerato il fondatore.
La figura di Orfeo, collegata a quella di un antico "missionario" greco in terra tracia, dove perse la vita nel tentativo di trasferire il culto di Apollo, potrebbe essere precedente alla sua adozione da parte dei maestri religiosi orfici del VI secolo a.C.
La scelta di inserirlo nelle correnti che si fanno eredi del suo nome «era dovuta a qualcosa di più che non ad un vago sentimento di venerazione per un grande nome dell'antichità»; frutto, piuttosto, da una parte della necessità di ereditare le credenze sulla "possessione" divina, propria dell'esperienza dionisiaca, dall'altra della convinzione di dover prolungare quelle pratiche di "purezza", che erano proprie dei Misteri eleusini; tutto ciò corrisponde ai due elementi fondanti delle dottrine orfiche:
1. la credenza nella divinità e quindi nell'immortalità dell'anima, la quale è "caduta" a causa della colpa originaria dei Titani (dalla cui combustione da parte di Zeus nascono gli uomini) che hanno divorato Dioniso nella sua prima incarnazione;
2. da cui consegue, al fine di evitare la perdita di tale immortalità o finire nella continua rinascita in stati di sofferenza, la necessità di condurre un'intera vita di purezza per ottenere l'accesso ad una vita ultraterrena felice;

(Diodoro Siculo, V, 75,4)
(Károly Kerényi, Dioniso... p. 228)
 Nel mito, Orfeo, istruito dalle muse e da Apollo, è maestro nel suonare la lira; dopo aver preso parte alla spedizione degli argonauti e aver tentato di riportare in vita la moglie Euridice, persuadendo Ade e Persefone con la sua musica, fallisce e viene poi ucciso da un gruppo di donne seguaci di Dioniso (il culto del quale viene dalla Tracia). La religione orfica è appunto un addolcimento dei misteri dionisiaci: Dioniso è figura centrale ma a differenza del dionisismo dove si pratica il sacrificio animale cruento ("sparagmòs"), le danze orgiastiche e si beve il vino nei riti, nell'orfismo la dieta carnea è vietata, in quanto sgradita a Persefone per il ricordo dell'omicidio di Dioniso, divorato dai Titani e poi risuscitato, e quindi comportante l'impossibilità di entrare nei campi elisi nonché per la credenza nella metempsicosi in maniera simile al pitagorismo.
Famosi orfici o vicini all'orfismo nel mondo greco-romano furono Platone, Socrate, Ovidio, Eraclito, Empedocle e Virgilio. Influenzò la filosofia platonica, finendo per influenzare poi il neopitagorismo e il neoplatonismo e forse anche il cristianesimo, per poi essere riscoperto nella sua interezza dottrinale in ambienti esoterici e filosofici del Rinascimento.

## Origine storica
Per quanto le tradizioni più recenti lo indichino come "Tracio" è opinione di alcuni studiosi, come William Keith Chambers Guthrie, che la figura di Orfeo vada piuttosto collegata a quella, non si sa quanto "storica", di un antico "missionario" greco in terra tracia che, nel tentativo di trasferire il culto di Apollo, perse la vita.

### Origini dell'orfismo secondo Eric R. Dodds
Nell'Orfismo si riscontra per la prima volta un inequivocabile riferimento a un'"anima" (ψυχή, psyché), contrapposta al corpo (σῶμα sōma) e di natura divina, resta però non chiara l'origine di questa nuova nozione. Eric R. Dodds ritiene di individuare questa origine nella colonizzazione greca del Mar Nero avvenuta intorno al VII secolo a.C. che consentì alla cultura greca di venire a contatto con le culture sciamaniche proprie dell'Asia centrale, in particolar modo con quella scita. Tale sciamanesimo fondava le proprie credenza sulle pratiche estatiche laddove però non era il dio a "possedere" lo sciamano quanto piuttosto era l'"anima" dello sciamano che aveva esperienze straordinarie separate dal suo corpo. Alla base di queste conclusioni, Dodds pone l'analisi di alcuni personaggi, degli ἰατρόμαντες ("iatromanti"), veggenti e guide religiose, che, come Abari, giunsero dal Nord in Grecia trasferendo il culto di Apollo Iperboreo; o anche di alcuni Greci come Aristea, il quale, originario dell'Ellesponto, si trasferì, almeno idealmente, nel Nord, sede delle sue percezioni sciamaniche, così come un altro Greco d'Asia, Ermotimo di Clazomene. Questi personaggi erano talmente diffusi nell'Atene del VI-V secolo a.C. che Sofocle nell'Elettra vi allude senza la necessità di nominarli.

## Influenza dell'orfismo nella storia religiosa europea
L'importanza dell'orfismo nella storia della cultura religiosa, e più in generale nella storia del pensiero occidentale è enorme. Da Pindaro in poi, appare la concezione – sconosciuta ai Greci – della natura divina dell'uomo, il quale alberga in sé una parte mortale, umana, e una parte immortale e divina.
Il testo di Pindaro che per primo riporta l'idea della natura divina della vita umana è un frammento, il 131 b, che così recita:
e poi rimane ancora vivente un'immagine della vita, poiché solo questa

viene dagli dèi: essa dorme mentre le membra agiscono, ma in molti sogni 

mostra ai dormienti ciò che è furtivamente destinato di piacere e sofferenza.»
(Traduzione di Giorgio Colli, in La sapienza greca vol.1. Milano, Adelphi, 2005, p.127)
Anche se il concetto di psyché, nella Grecia antica, rappresentava il soffio vitale che animava il corpo e quindi aveva una vaga connotazione supernaturale, il nuovo concetto di un'anima divina contrapposta al corpo mortale ed umano portava un'interpretazione puritana della vita e della religione. 

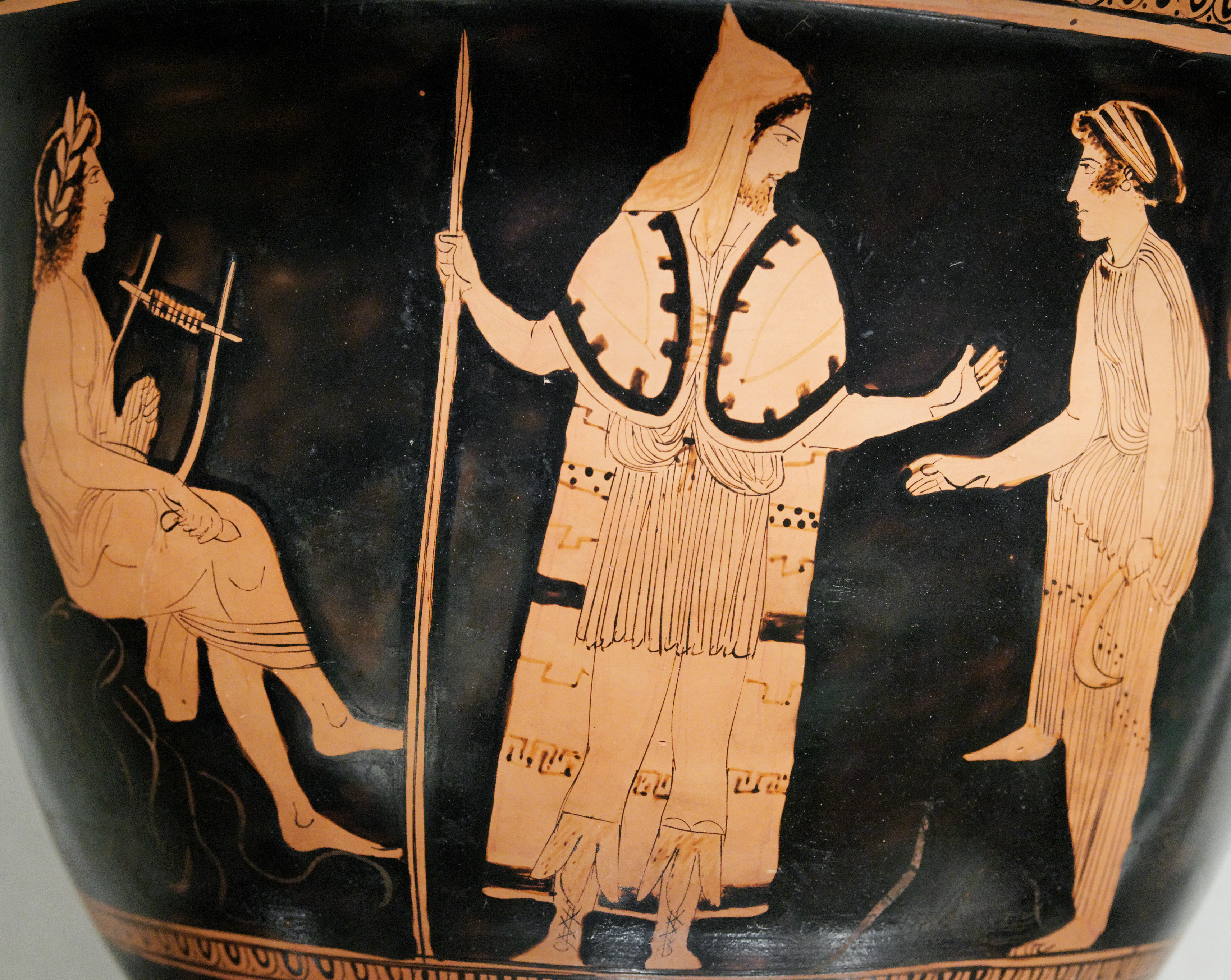
Orfeo, fondatore dell'Orfismo, ritratto in un kratēr attico a figure rosse risalente al V secolo a.C. (Metropolitan Museum of Art di New York).

## Orfeo
Orfeo è considerato il fondatore dell'orfismo. Egli fonde in sé l'elemento apollineo e dionisiaco: come figura apollinea è il figlio o il pupillo del dio Apollo, che ne protegge le spoglie, è un eroe culturale, benefattore del genere umano, promotore delle arti umane e maestro religioso; in quanto figura dionisiaca, egli gode di un rapporto simpatetico con il mondo naturale, di intima comprensione del ciclo di decadimento e rigenerazione della natura, è dotato di una conoscenza intuitiva e nella vicenda stessa vi sono evidenti analogie con la figura di Dioniso per il riscatto dagli Inferi della Kore ("fanciulla", attributo di Persefone ma in questo caso riferito ad Euridice per Orfeo e alla madre Semele per Dioniso). Orfeo domina la natura selvaggia, i mostri, può addirittura sconfiggere la morte temporaneamente (anche se nelle versioni più celebri alla fine viene sconfitto perdendo la persona che doveva salvare, a differenza di Eracle, Demetra e Dioniso).
Istruito dalle muse (tra cui sua madre Calliope) e dallo zio (o padre) Apollo, è il più grande musicista, tramite la sua lira; dopo aver preso parte alla spedizione degli argonauti, cerca di riportare in vita la moglie Euridice, persuadendo Ade e Persefone con la sua musica, ma fallisce per essersi voltato a guardarla prima dell'uscita (rompendo la condizione imposta); decide di abbandonare quindi l'amore e il culto dionisiaco, per dedicarsi alla musica e alla predicazione religiosa (per altri anche all'omoerotismo): per questo viene poi ucciso da un gruppo di menadi, donne seguaci di Dioniso. La sua lira viene posta fra le stelle, il corpo, smembrato come fu quello di Dioniso dai Titani, la testa (che continua a cantare) trasportata dal fiume e custodita e poi sepolta da Apollo, dalle muse o dalle ninfe, mentre la sua anima si ricongiunge ad Euridice, non nell'ade ma in un aldilà beato.

## Divinità venerate

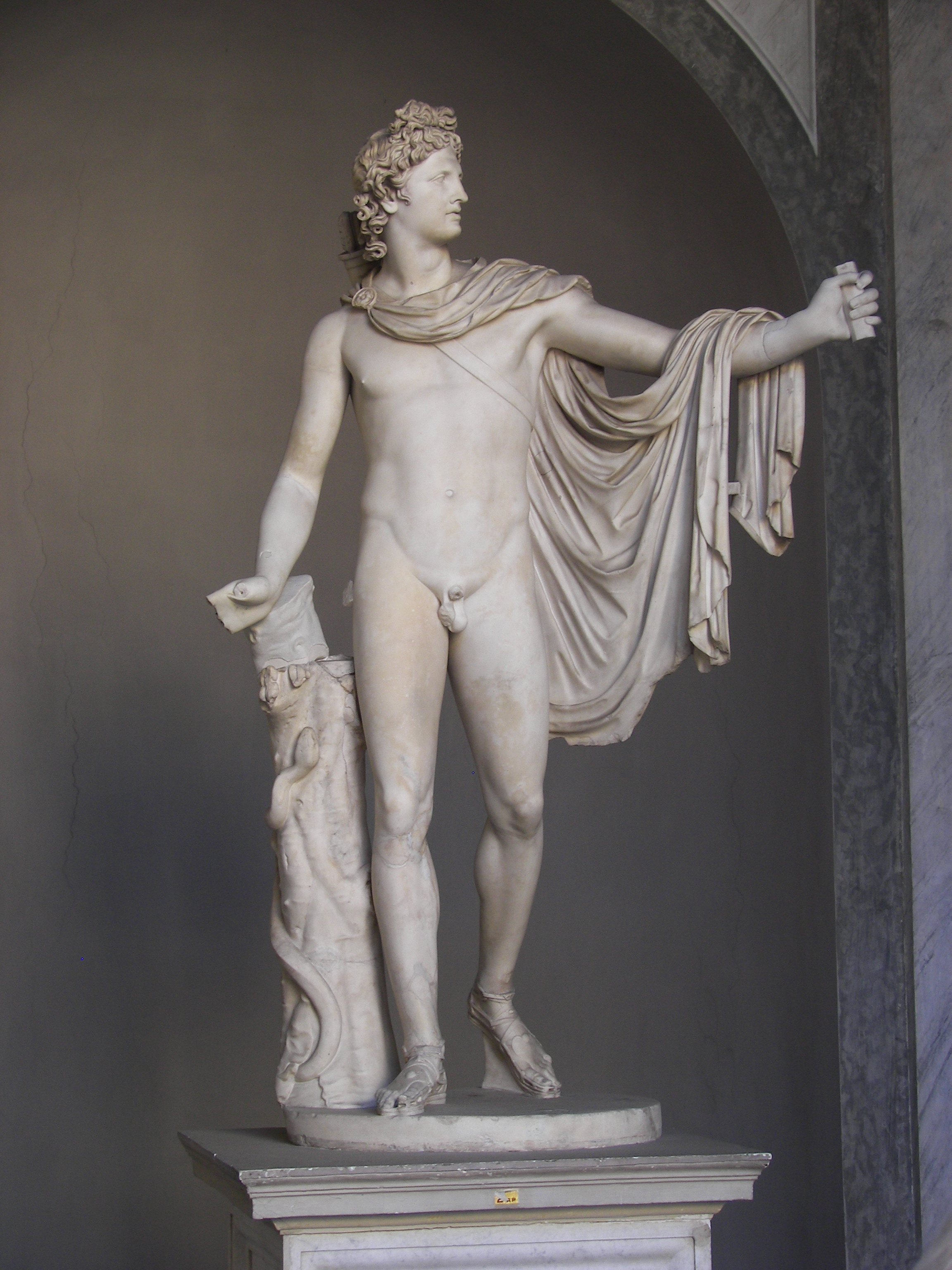
Apollo del Belvedere, copia romana di età ellenistica (350 a.C.), Musei Vaticani

Le principali figure religiose orfiche, venerate attraverso la vita etica, sono tre divinità figlie di Zeus: Apollo, Dioniso e sua madre Persefone (anch'essa figlia di Zeus); e difatti come detto l'apollineo e il dionisiaco, vengono combinati nell'orfismo.

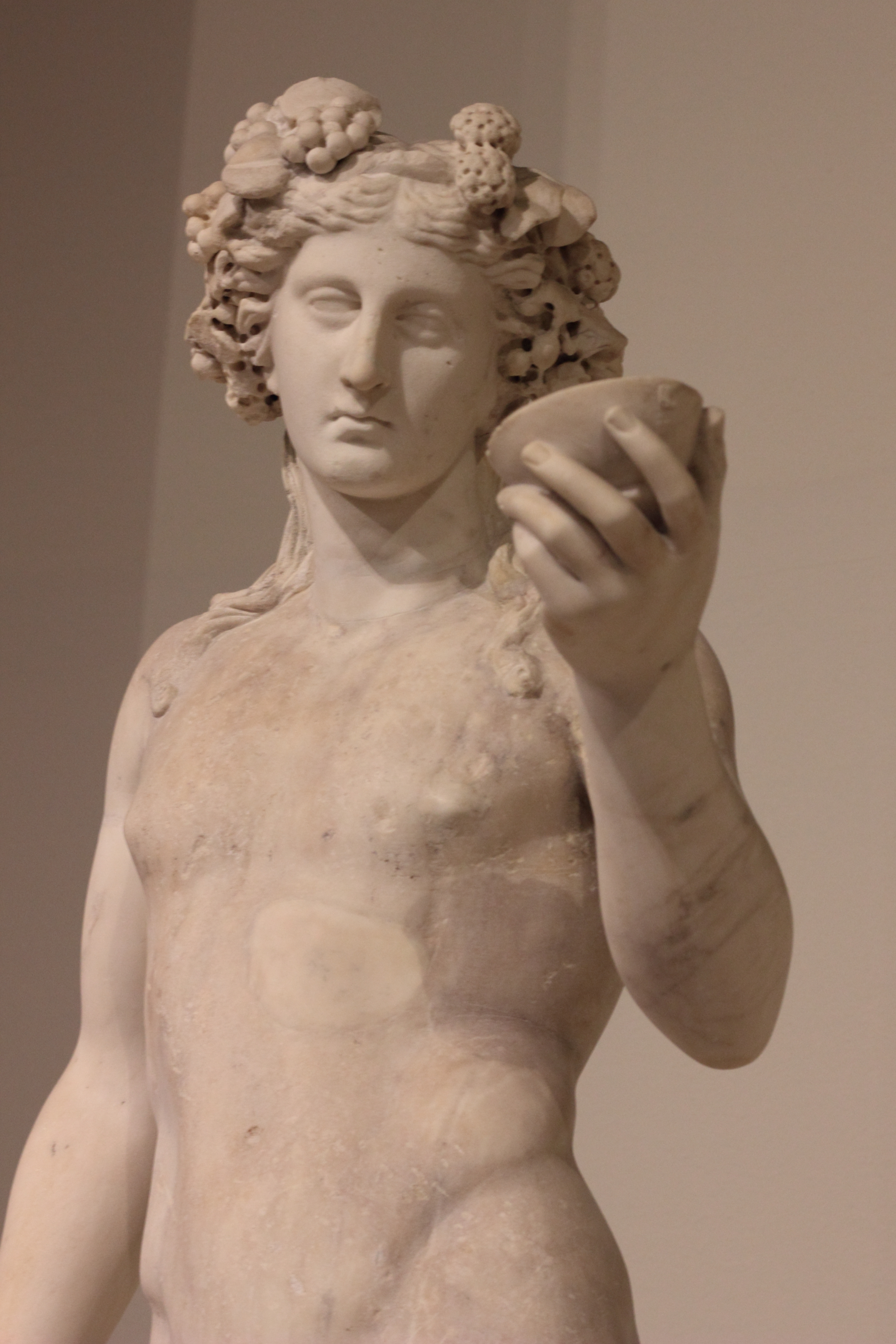
Il Dioniso detto "Richelieu", copia romana di un originale del 300 a.C. circa, attribuito a Prassitele o all'ambiente prassitelico (Parigi, Museo del Louvre)

L'orfismo si diffuse nel mondo romano dopo la proibizione dei baccanali; Ovidio e Virgilio parlano di Orfeo e delle dottrine orfiche (le divinità greche diventano quelle romane di Giove, Apollo, Bacco (Liber) e Proserpina) nelle Metamorfosi, nelle Georgiche e nell'Eneide.

## Le cosmogonie, le teogonie e le antropogonie orfiche
La tradizione orfica, come quella mitologica greca, si dispone non secondo un modello unificato frutto di un sistema teologico, quanto piuttosto come un insieme di varianti. Così nella Storia della teologia, testo andato perduto opera di Eudemo da Rodi, allievo di Aristotele, sarebbero state raccolte le varie teogonie come quelle di Omero, Esiodo, Orfeo, Acusilao, Epimenide, Ferecide, ma anche quelle non greche come le babilonesi, persiane e fenicie, a dimostrazione della presenza delle diverse tradizioni teogoniche e cosmogoniche che attraversavano il mondo greco.

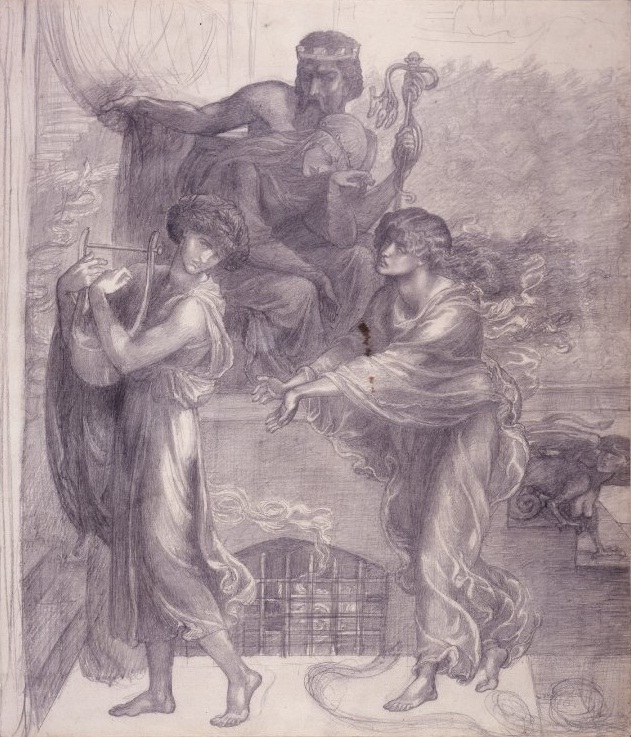
Dante Gabriel Rossetti, Orfeo ed Euridice, disegno; Persefone, commossa da Orfeo, permette ad Euridice di andare mentre Ade è addormentato.

Una cosmogonia e teogonia di tipo "parodistico", ma di derivazione orfica la si riscontra in Aristofane (V-IV secolo a.C.) negli Uccelli (vv. 693-702). Tale brano è ritenuto il testo più antico attribuibile all'Orfismo, «esso riproduce sinteticamente la forma scritta più antica delle Teogonie orfiche, evocata anche da Platone, da Aristotele e trasmessa da Eudemo».

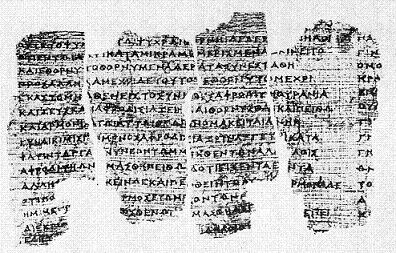
Alcuni frammenti (relativi al Column XXI) dell'inno orfico del Papiro di Derveni.

Nel 1962 viene rinvenuto un rotolo di papiro all'interno di una tomba macedone collocata a Derveni (nei pressi di Salonicco) datata al IV secolo a.C. Per quanto semicarbonizzato parte del contenuto del papiro è stato recuperato: conterrebbe un commento a una teogonia orfica e forse all'opera di Eraclito.
Il testo di Derveni coincide per molti contenuti con un altro, presente nel trattato titolato Sul mondo (Peri kosmou) datato alla prima metà del I a.C. e attribuito allo [pseudo]-Aristotele. Un frammento, che richiama Eudemo da Rodi (IV secolo a.C.) riprende la Notte come origine di tutte le cose. Un'altra teogonia di stampo orfico è quella attribuita a Ieronimo e a Ellanico, di datazione incerta e che viene riportata nel modo più esauriente da Damascio nel VI secolo d.C. dove il Tempo (Chronos) (da non confondere con Kronos) genera l'uovo e da esso nasce un essere dall'aspetto sia femminile che maschile, con le ali d'oro, le teste del toro sui fianchi, un enorme serpente sul capo, questo essere conteneva in sé tutti i semi delle creature future, il nome di questo essere nato dall'Uovo era Phanes (Protogono), anche chiamato Zeus o Pan (Πάν). Un'ulteriore teogonia orfica emerge dai Discorsi sacri (hieroi logoi, in ventiquattro rapsodie detta anche Teogonia rapsodica), di cui diversi autori neoplatonici riportano alcuni passi attribuiti a Orfeo, ma probabilmente frutto di una rielaborazione di materiale arcaico avvenuta tra il I e il II secolo d.C..

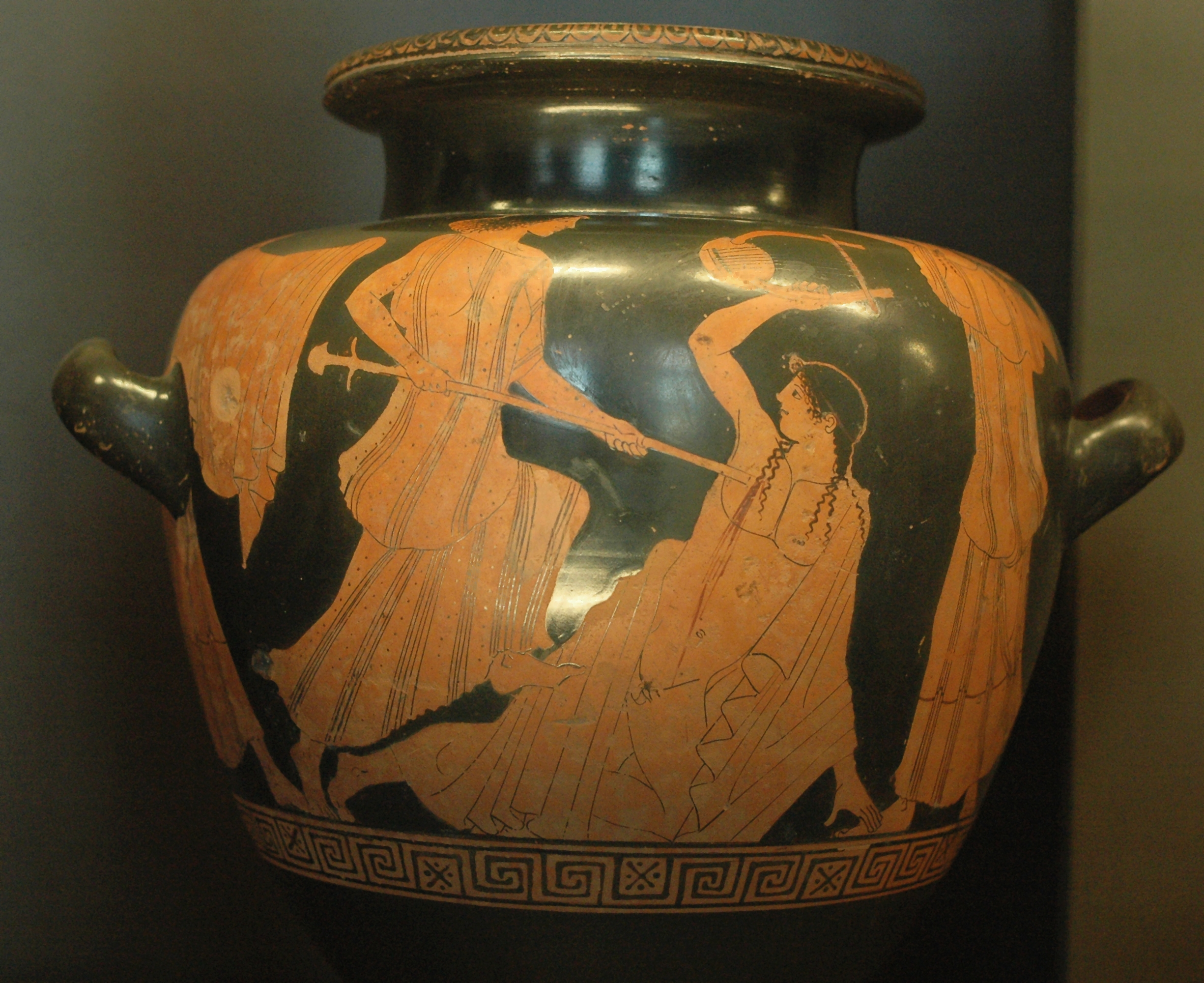
Orfeo ucciso dalle menadi, in uno stamnos a figure rosse, risalente al V secolo a.C., (Museo del Louvre)

Nel complesso queste teogonie presentano un inizio caratterizzato da una sfera perfetta nella Notte cosmica, quindi, successivamente, ancora una totalità rappresentata da Phanes (Luce, "vengo alla Luce") androgino e con le ali dorate, completo in sé stesso, tuttavia dai lineamenti irregolari, e, infine, da questa unità ancora perfetta un insieme di accadimenti conducono a dei processi di differenziazione. Quindi emerge Zeus in cui tutto viene riassorbito e rigenerato nuovamente per una seconda processione, dalla quale emerge Dioniso il quale, tuttavia, per una macchinazione di Era, sposa di Zeus, verrà divorato dai Titani. Zeus irato scaglia contro costoro il fulmine: dalla fuliggine provocata dalla combustione dei Titani sorgono gli uomini composti dalla materia di questa, mischiata con la parte dionisiaca frutto del loro banchetto.
Nell'Orfismo, l'origine delle cose prende radice nella Notte e nell'Uovo primordiale che rappresenta l'unità, il microcosmo. La dischiusura dell'uovo degrada l'unità dell'essere ed impone che al suo smembramento in più elementi venga affiancata una ricerca di ricomposizione dell'unità. Questo ritorno allo stato originario di purezza, presente unicamente alla nascita, è rispecchiata dall'avvento del Dioniso orfico che riconquista lo stato di purezza perduto solamente alla sesta generazione.

### Dioniso Zagreo
In antropologia Dioniso rappresenta il mito della "resurrezione del Dio ucciso". La versione religiosa orfica della venuta al mondo di Dioniso ribattezza il dio col nome di Zagreo. Secondo Ovidio, Zagreo (Zαγρεύς) è il figlio che Ade, sotto forma di serpente, ebbe dalla moglie Persefone (o, secondo altre versioni, nato da Persefone e il padre Zeus) Tale nome appare per la prima volta nel poema dal VI secolo Alcmenoide, nel quale si dice: Potnia veneranda e Zagreo, tu che sei sopra tutti gli dei. Secondo Diodoro Siculo, i Cretesi consideravano Dioniso figlio di Ade, o Zeus, e Persefone e loro conterraneo. Di fatto gli epiteti di Dioniso a Creta erano Cretogeno, Ctonio, in quanto figlio della regina del mondo sotterraneo, e appunto Zagreo.
Secondo questo mito, Zeus aveva deciso di fare di Zagreo il suo successore nel dominio del mondo, provocando così l'ira di sua moglie Era. Zeus aveva affidato Zagreo ai Cureti affinché lo allevassero. Allora Era si rivolse ai Titani, i quali attirarono il piccolo Zagreo offrendogli giochi, lo rapirono, lo fecero a pezzi e divorarono le sue carni. Le parti rimanenti del corpo di Zagreo furono raccolte da Apollo, che le seppellì sul monte Parnaso; Atena invece trovò il cuore ancora palpitante del piccolo e lo portò a Zeus.
In base alle diverse versioni:
- Zeus avrebbe mangiato il cuore di Zagreo, poi si sarebbe unito a Semele e questa avrebbe partorito Dioniso.
- Zeus avrebbe fatto mangiare il cuore di Zagreo a Semele che avrebbe dato al dio divorato una seconda vita, generando appunto Dioniso.

Zeus punì i Titani fulminandoli, e dal fumo uscito dai loro corpi in fiamme sarebbero nati gli uomini. Questa versione è narrata anche da Nonno di Panopoli nelle Dionisiache.
Negli Inni orfici gli dei non emergono dal Caos o dalla Notte ma da Chronos come in altre teogonie orfiche; nell'elenco dei sovrani degli dei riportate negli Inni, Dioniso è il sesto, dopo Fanes, Notte, Urano, Kronos e Zeus); «l'ultimo re degli dei, investito da Zeus; il padre lo pone sul trono regale, gli dà lo scettro e lo fa re di tutti gli dei». Sempre negli Inni Orfici, che differiscono sia dalle Dionisiache che dalla teogonia esiodea dalle Metamorfosi di Ovidio, per l'ordine cronologico, Dioniso viene fatto a pezzi dai Titani e ricomposto da Apollo. E, parlando della nascita di Dioniso: «La prima è dalla madre [Persefone o Semele], un'altra è dalla coscia [di Zeus, dopo la fine di Semele], la terza avviene quando, dopo che è stato straziato dai Titani, e dopo che Rea ha rimesso insieme le sue membra, egli ritorna in vita». Nelle altre versioni, nasce da Persefone come Zagreo, viene ucciso dai Titani, rinasce da Semele e poi cresce nella coscia del padre per poter completare la gravidanza dopo che Semele, ingannata da Era, è stata fulminata e bruciata dallo splendore di Zeus. Dioniso viene perciò chiamato "il fanciullo dalla doppia porta" o il nato due volte (digènes).
Un'antica etimologia popolare, farebbe risalire invece da di-agreus (perfetto cacciatore), il nome Zagreo.

## La "salvezza" orfica e ilbios orphikos
Secondo l'antropogonia orfica, l'umanità prende origine nei resti dai Titani fulminati da Zeus, colpevoli di aver sbranato il dio Dioniso.
Questo mito è al fondamento della dualità fra corpo e anima introdotta dall'Orfismo: Dioniso è l'anima (tendenzialmente legata al bene), mentre i Titani sono il corpo (tendenzialmente legato al male) che va purificato.

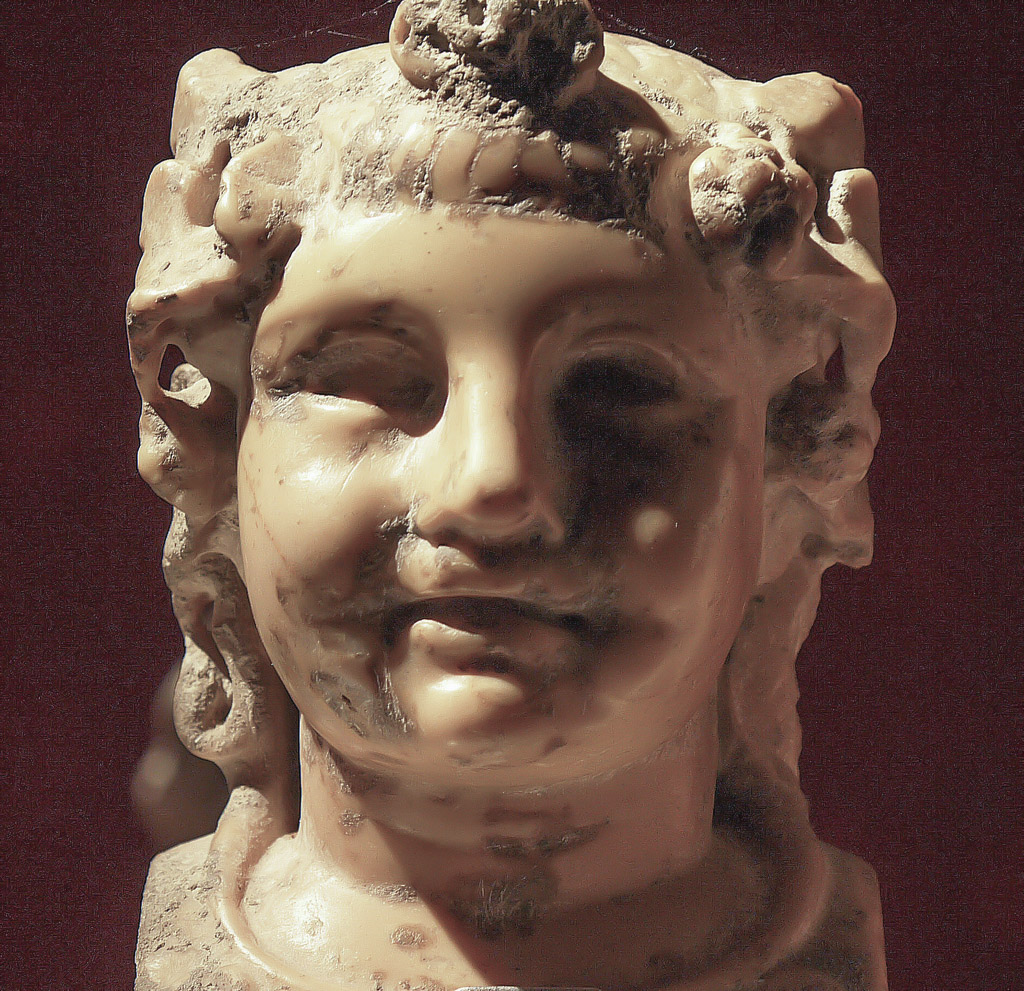
Dioniso bambino munito di corna in una scultura romana del II secolo d.C.

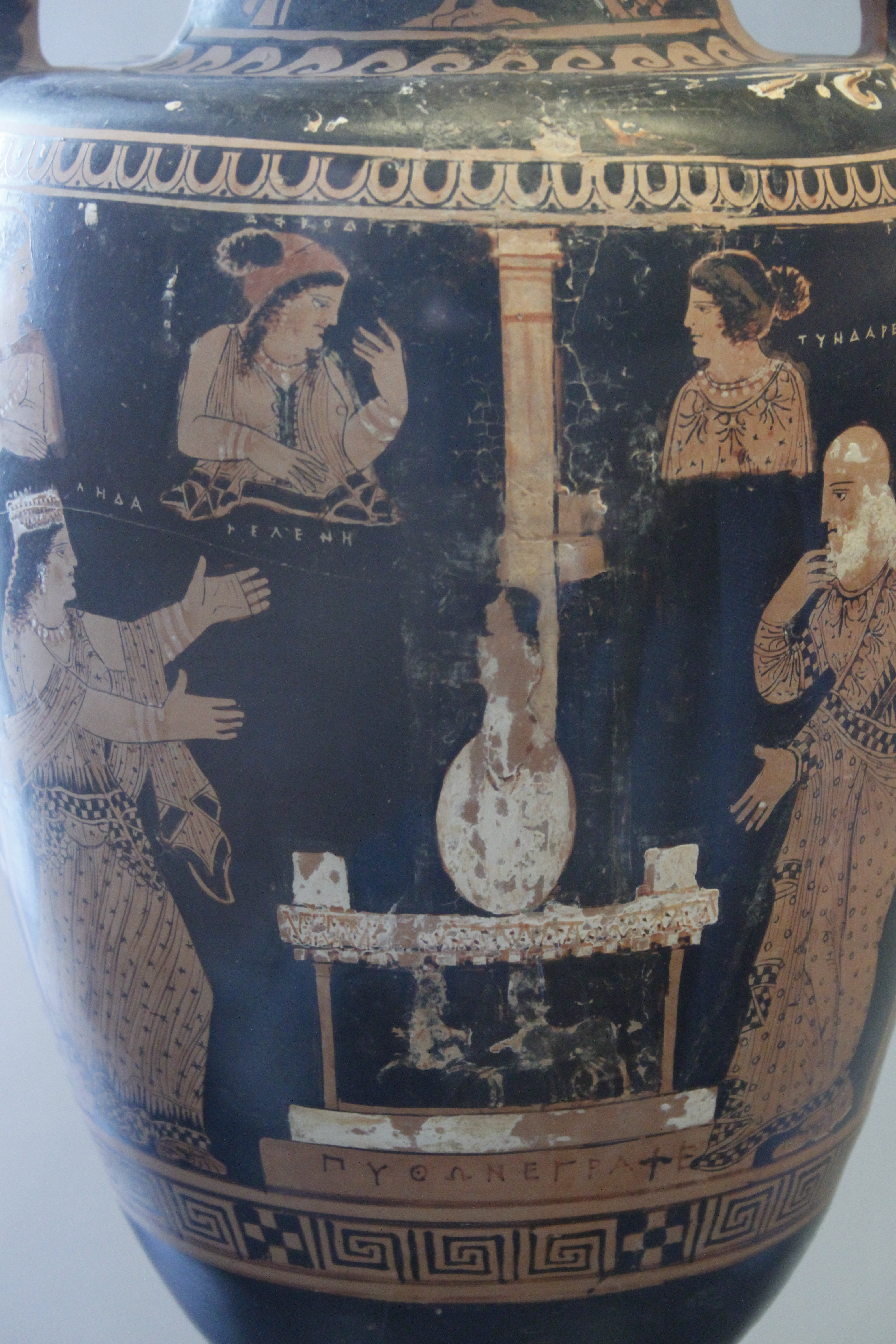
«L'uovo, per gli orfici, è all'origine della vita, ne è la pienezza stessa: una vita però che degrada progressivamente sino al non-essere dell'esistenza individuale.». L'uovo (riprendendo il mito dell'uovo cosmico, quindi, rappresenta per gli Orfici la compiutezza delle origini, ma in ambito greco può inerire anche ad altri miti come quello che riguarda la nascita di Elena. In questo particolare di un'anfora, dipinta da Python (IV secolo a.C.), rinvenuta nella Tomba 24 di Andriuolo ed esposta presso il Museo archeologico nazionale di Paestum, viene raccontata per mezzo di una scena teatrale uno dei miti riguardanti la nascita di Elena (Ἑλένη), che nella versione più famosa è invece figlia di Leda sedotta dal padre degli dei olimpici in forma di cigno, e sorella dei Dioscuri. Nel mito orfico Zeus intende unirsi con Nemesi, la dea che indica la potenza della "giusta ira" nei confronti di coloro che violano l'ordine naturale delle cose. Ma Nemesi, piena di pudore, fugge il re degli dèi, dapprima lungo la terra, poi in mare e infine in cielo dove assunto il corpo di un'oca viene raggiunta da Zeus che prende la forma di un cigno unendosi in questo modo alla dea. Ermes raccoglie l'uovo, frutto dell'unione divina, e lo consegna a Leda (Λήδα), moglie del re di Sparta Tindareo (Τυνδάρεως). Compito della coppia regale è ora quello di eseguire la volontà divina di Zeus, ovvero di porre l'uovo divino su un altare ancora caldo delle ceneri di un sacrificio, provocandone in questo modo la schiusa. Qui viene raffigurata la ekkolapsis (ἐκκόλαψις, la schiusa dell'uovo) da dove emerge la divina e bellissima Elena, circondata da Leda e da Tindareo. Alcuni studiosi hanno ritenuto di scorgere delle connessioni tra queste raffigurazioni del mito di Elena e le teologie orfiche diffuse lungo le colonie greche in Italia.

Il valore dell'anima immortale rispetto al valore del corpo che la imprigiona fa conseguire un nuovo paradigma rispetto ai valori dell'esistenza umana. Ma la morte di per sé non porta la liberazione dell'anima immortale. Essa, per le dottrine orfiche, è destinata a rinascere periodicamente (dottrina della reincarnazione o metempsicosi).
Tale liberazione poteva essere conseguita, secondo gli orfici, seguendo una "vita pura", la "vita orfica" (bios orphikos Ὀρφικὸς βίος) dettata da una serie di regole non derogabili, la principale delle quali consiste nell'astinenza dalle uccisioni da cui consegue il rifiuto del culto sacrificale, implicando un'alimentazione a base di vegetali.
Considerando il rifiuto del sacrificio animale e la conseguente alimentazione vegetariana, l'unico atto di servizio divino per gli orfici, come per i pitagorici, resta l'offerta di incenso, preghiere e talvolta ascetismo; vi è anche il rifiuto di mangiare fave (anche qui come nel pitagorismo) e uova, e di bere vino, o meglio, di ubriacarsi.